# Preto
Preto (in greco antico: Προῖτος?, Pròitos) è un personaggio della mitologia greca. Fu il sedicesimo re di Argo ed il primo re di Tirinto.

## Genealogia
Figlio di Abante e Aglaia, sposò Stenebea e fu padre delle Pretidi (Lisippa, Ifinoe ed Ifianassa) e di Megapente.
Fu il possibile padre mortale di Perseo, avuto dalla nipote Danae, sebbene Perseo sia più spesso descritto come figlio di Zeus.

## Mitologia
Fratello gemello di Acrisio, si dice che i due litigassero tra loro mentre erano ancora nel grembo materno ed una volta divenuti adulti si fecero la guerra per il trono di Argo. 

Nel corso della guerra furono i primi a inventare gli scudi.

### Successione di Argo
Preto fu sconfitto da Acrisio ed esiliato si recò in Licia dove, giunto alla corte di re Iobate, ne sposò la figlia Stenebea ed ebbe un esercito con il quale proseguì la guerra contro il fratello ed occupò Tirinto (che i Ciclopi avevano fortificato per lui) e poiché nessuno fu in grado di sconfiggere l'altro, il territorio dell'Argolide fu infine diviso in due. Così a Preto spettò la parte orientale del regno e si stabilì a Tirinto divenendone re.

### Bellerofonte
Credette alla bugia di sua moglie Stenebea che, innamoratasi di Bellerofonte (ospite nel suo regno per essere purificato da un omicidio), aveva respinto le "avances" di lei, così scrisse una lettera in cui chiedeva a Iobate di uccidere il portatore e disse a Bellerofonte di portargliela. Iobate comunque non uccise Bellerofonte.

### La pazzia delle figlie
Rifiutò la richiesta del guaritore Melampo che si era offerto di curare le sue tre figlie che, divenute adulte, furono colpite dalla pazzia (secondo Esiodo perché non avrebbero accettato i riti di Dioniso e secondo Acusilao perché denigrarono l'immagine lignea di Hera) ma in seguito, quando anche le altre donne del regno impazzirono, acconsentì alla richiesta di cedere a Melampo la terza parte del suo regno. 
Ifinoe, la maggiore delle tre figlie, morì e Proteo, dopo la guarigione delle altre due, diede Ifinassa in sposa a Melampo e Lisippa a Biante.

### Danae, morte e successione
Secondo Apollodoro, una delle liti con il fratello Acrisio nacque dal fatto che sedusse Danae. 
Preto morì pietrificato dal nipote Perseo tramite la testa di Medusa ed il regno di Tirinto passò a suo figlio Megapente.